# InvaXön - Alieni nello spazio
InvaXön - Alieni nello spazio è una serie TV da fantascienza prodotta in Italia nel 2007. La serie è la continuazione del film InvaXön - Alieni in Liguria.

## Trama
La serie TV narra gli eventi occorsi dopo il film. Le nazioni della Terra decidono di rimandare gli alieni Dargos al loro pianeta d'origine. Per il ritorno al pianeta di origine (Titania) si decide di utilizzare le astronavi degli alieni chiamate Titan 1 e Titan 2. Sulla prima astronave vengono caricate le armi pesanti degli alieni mentre sulla seconda astronave vengono caricati i 10.000 alieni superstiti dell'invasione ligure.

## Episodi
Ogni episodio è intitolato come alcuni film di fantascienza di fama mondiale.

### 1. Alien
Un 23 febbraio di un anno non indicato i protagonisti dell'avventura partono alla volta di Titania con le due astronavi aliene superstiti, il Titan 1 e il Titan 2. Il comando del Titan 2 è affidato al Presidente della Regione Liguria, Dario Vergassola, affiancato da un esperto pilota e dal direttore della NASA. Il piano è ricondurre i Dargos sul loro pianeta, Titania, sbarcarli e tornare indietro con una delle due navi, dopo aver reso inservibile l'altra. Ma i Dargos sul Titan 1 si ammutinano prendendo il comando della nave e aprendo il fuoco contro la nave gemella.

### 2. Independence Day
Dopo iniziali restrizioni, il comandante stabilisce di convivere pacificamente con i Dargos, imparando ad usare le loro sofisticate attrezzature di bordo: il Plurion, il Simularion, l'Aparotis. Nonostante aspetto e dimensioni li rendessero goffi e impacciati per ben due volte in dieci giorni tentano l'ammutinamento sequestrando la piccola Chiara, tenuta segregata nella sala riunioni. In quella occasione Chiara dimostra il suo coraggio, ribellandosi con forza al principe Almoc. La bambina continua a chiedere al padre Lorenzo di svelarle l'identità di sua madre e dei nonni, ma riceve solo risposte evasive. Durante una riunione, i membri del Liguria 1 promettono solennemente di aiutare il comandante, ad ogni costo, indipendentemente dagli altri astronauti. Si rendono subito conto che Don Giorgione non era un prete come tutti gli altri. In apparenza sembrava un po' eccentrico, ma alla fine si capisce che era completamente pazzo.

### 3. Mars Attacks!
Dopo un mese di tranquilla navigazione stellare, l'equipaggio incontra due navi aliene. Si scopre così che, oltre ai Dargos, esistono altre razze extraterrestri, come i celebri Vulcaniani, richiamati sulla rotta da un segnale di soccorso lanciato dai loro alleati Dargos.
Ancora una volta i prigionieri tentano un ammutinamento. Si scatena una battaglia furibonda e Shorty riesce a colpire la nave vulcaniana, provocandole seri danni. Malerba e il vulcaniano Mister Track si accordano per un armistizio. Solo più tardi si scopre che si trattava di uno stratagemma per prendere tempo. I due vulcaniani infatti si teletrasportano a bordo per tentare di liberare i Dargos. Il dottor Cancio scopre che le orribili orecchie dei vulcaniani erano anche il loro tallone d'Achille. Ma il vulcaniano Mister Pata, approfittando della confusione, riesce a rapire il comandante Malerba e lo porta con sé a bordo della nave nemica. Al protagonista viene l'idea di lanciare un ultrasuono attraverso i comunicatori della loro nave e Casella utilizza la sua potenza vocale per distruggere il vascello vulcaniano. Il piano funziona, ma ci si accorge troppo tardi che Malerba era a bordo insieme a loro. Muore così il primo astronauta italiano volato nello spazio, e l'equipaggio resta senza comandante. In realtà Malerba si era accorto in tempo del pericolo ed aveva trasferito la sua memoria nel Simularion. Da quel momento l'equipaggio inizia a consultarlo sotto forma di ologramma, come se fosse stato ancora tra loro.

### 4. Terminator
Federica Saba, la giornalista del gruppo, si offre per tenere il diario di bordo, mentre in plancia si elegge il nuovo comandante. Dopo alcune fumate nere e il rifiuto di Simona Rosso, viene eletta il capitano Federica Ruggero, che si trova subito a fronteggiare una grave situazione. I Dargos, fuggiti dalla prigione, hanno occupato la sala medica e aggredito il dottor Cancio. Operano uno dei loro per potenziarne le funzioni e lo rendono praticamente invincibile: era stato creato un nuovo Terminator in grado di sterminare i terrestri. Nel frattempo la Ruggero e la Saba scoprono che Sabrina era in realtà sua sorella gemella Marika, imbarcata all'ultimo momento per stare vicino al protagonista Morini durante il lungo viaggio. Terminator inizia una terribile caccia all'uomo, ma l'equipaggio riesce miracolosamente a sfuggirgli. Dany prova più volte a sparargli, senza alcun effetto. Mentre Morini scappa insieme agli altri escogita un modo per isolare Terminator. Il comandante fa riconfigurare le teleporte, Nigro e Box fanno da esca e Terminator finisce in un Rapal, la navetta da combattimento. Da qui, nonostante i rimproveri di Chiara, viene lanciato nello spazio e distrutto ... anzi, terminato.

### 5. Ritorno al Futuro
Dopo qualche tempo l'equipaggio del comandante Morini si imbatte in una tempesta di plasmi elettromagnetici che fa temere la perdita di controllo della nave. Come un gorgo la tempesta inghiotte ogni cosa e tutto lascia pensare che i naviganti spaziali non avrebbero avuto scampo.
Il comandante Ruggero non sa più cosa fare, ogni manovra sembra inefficace. A sorpresa il principe Almoc si offre di salvare la nave e attraverso il collegamento mentale tra il computer e il professor Borzon, attiva l'opzione Temporis che permette alla nave con tutto il suo equipaggio di fermarsi nel tempo. Per ben quattro volte il Titan torna indietro nel tempo di dieci minuti, ma ogni volta il comandante perde memoria di quello che sarebbe successo nei dieci minuti successivi. Borzon fa perfino scrivere un messaggio alla Ruggero per poterglielo mostrare e farle credere a se stessa. Ma ogni tentativo di scampare alla distruzione risulta inutile. La prima volta va a vuoto, la seconda si tenta di invertire la rotta, la terza di alzare gli scudi protettivi. Alla quarta il comandante si fa elencare da Almoc tutte le possibilità offerte dall'opzione Temporis. Poi congeda tutti dalla plancia, saluta come se fosse l'ultima volta Walter, scrive un biglietto, lo porta rapidamente in un Rapal, ed infine manovra il computer per attivare l'ultima delle opzioni. Il tempo questa volta torna indietro di dieci ore, ma lo spazio per il Titan si divide: un Titan resta nella sua dimensione temporale originale e viene inghiottito dalla tempesta con il suo comandante, l'altro conquista il tempo necessario per evitare il disastro. Nella disperazione più totale di Walter viene ritrovato il Rapal con il biglietto d'addio e il Simularion nel quale il comandante Ruggero, come aveva fatto Malerba, aveva trasferito la sua memoria prima di sacrificarsi per salvare la nave. Con lei se ne va una delle due testimoni del segreto di Sabrina.

### 6. Star Trek
Federica Saba riprende a scrivere il diario di bordo, mentre l'equipaggio procede all'elezione del nuovo comandante. Viene designato lo psicologo di bordo, il dottor Ageno. Ma accade subito un imprevisto. Appaiono - o, più precisamente, si disoccultano - due falchi Romulani (uno giallorosso e l'altro biancazzurro), anche loro pronti a combattere per liberare i Dargos. La solidarietà tra alieni è davvero inossidabile. Il Comandante Tal attacca il Titan e ancora una volta appare chiaro che le loro armi erano decisamente superiori a quelle dei terrestri. Mentre Ageno cercava inutilmente di elaborare una strategia, arriva in soccorso di costoro una nave della Federazione, l'Impresa, e il capitano Krik e il tenente Disparis si teletrasportano a bordo del Titan. Ageno cede il comando a Krik, ma i Romulani colpiscono ripetutamente la nave terrestre senza che l'equipaggio possa fare nulla per evitarlo. Krik non si perde d'animo e idea un piano. Disparis viene teletrasportato sul falco, rapisce uno dei romulani, il sergente Mavus, e la riporta sul Titan. Appena la vide il protagonista se ne innamora poiché è bellissima. Mavus viene rinchiusa in un alloggio dove la piccola Chiara cerca di convincerla a modificare le gondole di curvatura del Titan per permetterne l'occultamento. Nello stupore generale Mavus si presenta in plancia e fa proprio quello che la bambina le aveva chiesto, rivelando che l'aveva fatto per lei, ma anche per il protagonista, stupefatto. Così Krik occulta il Titan, lo disocculta alle spalle dei Falchi e li distrugge cogliendoli di sorpresa. L'addio è molto triste. Mavus confessa al protagonista che Chiara sapeva che avrebbe scoperto l'identità di sua madre soltanto arrivata a destinazione. E per di più la bimba aveva aggiunto che anche il protagonista aveva un amore che lo aspettava su Titania: un nerboruto alieno. Infuriato, il protagonista va a cercarla in teatro. Il piano aveva funzionato, ma la fama di gay interstellare del protagonista - che in effetti non lo è - sarebbe viaggiata per tutta la galassia. Gli ufficiali della Federazione lasciano portando con loro Mavus come prigioniera.

### 7. Guerre stellari
Dopo quella pessima figura, Ageno si dimette e nomina Morini comandante del Titan. Morini era felice e orgoglioso, ma anche certo che avrebbe fatto la triste fine di Malerba e della Ruggero. Naturalmente, appena designato, succede il finimondo. Ad attaccare l'astronave è stavolta l'incrociatore spaziale di Guerre stellari e le truppe d'assalto, comandate da Dart Fener, entrano in plancia sparando all'impazzata. Federica Saba riesce a fermare il primo assalto contestando la superiorità delle loro armi. Le truppe, magnanime, concedono ai terrestri armi pari alle loro, ma al secondo assalto i terrestri devono ugualmente arrenderci. Questa volta non si trattava di una missione di soccorso per i Dargos: Lord Fener cercava i piani della Repubblica che, a suo dire, era in rivolta contro l'Impero. I terrestri cercano inutilmente di convincerlo che non sono emissari della Repubblica e non sono in rivolta contro nessuno ma Lord Fener non dà loro ascolto. Chiara, felice di avere finalmente un po' di compagnia, va a giocare nel suo alloggio con i due droidi R2-D2 e C-3PO, mentre per la prima volta scattava una temporanea alleanza tra l'equipaggio terrestre e i Dargos. Chiara convince i robot che non c'era nessun piano di rivolta, mentre Fener, esasperato, cerca di strozzare tutti e minaccia di distruggere la Terra se i terrestri non avessero ammesso di essere i ribelli che cercava. Picchia persino Don Giorgione, che tenta di far emergere i suoi lati migliori. Ma anche questa volta il prete si sbaglia, non esiste alcun lato positivo in Fener. Lorenzo sfida Lord Fener a duello con le spade laser e come in ogni saga di Guerre Stellari che si rispetti, Fener accetta. In pieno duello, Fener rivela a Lorenzo di essere suo padre, ma il trabocchetto non funziona. Mentre i due continuano a combattere, arriva in plancia C-3PO che riesce a convincere Lord Fener della verità. R2-D2 proietta un filmato: era lo spezzone di una trasmissione in cui parlava il presidente Sandro Pertini. Era lui che Fener aveva individuato quale capo della rivolta. Chiarito il malinteso, Chiara organizza una grande festa: per la prima volta umani ed alieni sono in pace tra loro. Durante il party Morini nota che troppo spesso Shorty confabula con la Rosso e che la situazione tra Sabrina e la Saba si sta complicando. Ma non capisce cosa stia succedendo.

### 8. Il ritorno dello Jedi
Mentre a bordo i Dargos continuano a illustrare i loro usi e costumi, in sala medica due cavalieri Jepi prendono in ostaggio i due dottori della flotta terrestre. Il cavaliere Anakard spiega che il cavaliere Obelan Chelobi era rimasto gravemente ferito: volevano che i dottori terrestri facessero il possibile per salvarlo con un delicato intervento chirurgico. Il protagonista è sbigottito. Durante un combattimento un brandello di spada laser (accesa) rimane conficcato nel deretano di Obelan. Di fronte al deciso rifiuto del Dottor Cancio, Anakard minaccia rappresaglie contro l'equipaggio. A Morini viene un'idea. Manda Dany e la Saba armati fino ai denti in sala medica, con il pretesto di realizzare un reportage sullo storico intervento. Ma il sesto senso dei Jepi fa precipitare la situazione. Dopo uno stallo armato che coinvolge tutti, Morini manda Casella a tentare un'ultima mossa. Come immaginabile nessuno si cura di lui, ed è così che il cantante riesce a disarmare Obelan e a combattere con Anakard. Scappano tutti. Casella ha la meglio, colpisce Anakard e cadendo su Obelan lo libera miracolosamente della spada imbarazzante. Casella viene addirittura nominato cavaliere ad honorem. Viene organizzata un'altra festa, ma stavolta finisce male. Forse era proprio destino che a Obelan dovesse conficcarsi ad ogni piè sospinto qualcosa nel punto in cui, solitamente, non batte il sole.

### 9. La guerra dei mondi
Mentre il protagonista è intento ad aggiornare il diario di bordo, una curiosa navicella a forma di manta approda sul Titan. Entra in sala riunioni una creatura diafana e leggiadra: la principessa Ipnotika. Comunica con il pensiero, proprio come i Dargos, di cui però non sembra essere amica. Dice a Morini di collezionare astronavi. Per l'appunto le mancava un Titan: in cambio di quella dei terrestri avrebbe potuto darne un'altra. Al rifiuto di Morini la principessa lo ipnotizza così come ipnotizza tutti i membri dell'equipaggio presenti in plancia. Poi comincia a perlustrare la nave per ipnotizzare anche tutti gli altri. Ipnotizza anche tutti i Dargos, ma le sfugge Chiara, protetta dal tavolo sotto il quale si trova mentre gioca con suo padre Lorenzo. La bambina simula di essere in trance come gli altri e, casualmente, trova il suono che libera dagli effetti dell'ipnosi: la simulazione del rumore che fa un tappo della bottiglia quando si stappa. Libera suo padre e tutti i membri dell'equipaggio. Anche Sabrina tenta di ipnotizzare la Saba, ma senza successo. In plancia, l'intero equipaggio, fingendo di essere in trance, attende Ipnotika. Quando giunge la principessa, Chiara le punta contro la videocamera di Box,  e ruotando il piccolo schermo la fa auto-ipnotizzare. Ipnotika viene rispedita sul suo pianeta. Durante il sermone di Don Giorgione, Chiara utilizza il filmato per ipnotizzare suo padre, in vista del loro rientro sulla Terra. Shorty e la Rosso continuano a confabulare. Morini sente che un mistero si nascondeva sotto quella che sembrava una semplice simpatia.

### 10. Solaris
È una di quelle sere in cui sembra che la pace regni su ogni cosa. Però accade un episodio piuttosto insolito. Il comandante Morini si addormenta e a svegliarlo è la sua attrice preferita, Sandra Bullock. Superata la sorpresa iniziale, Sandra gli spiega che in quella porzione di spazio ogni sogno diventava realtà. Ebbro di felicità, Morini corre con lei in plancia, dove ben presto si rende conto però che solo lui può vederla. Li raggiunge Don Giorgione che materializza suo cugino, uno storico venditore di pesto, il primo umano ad essere entrato in contatto con i Dargos. Portano Morini al centro medico per visitarlo sebbene si senta benissimo. A Morini non mi importa che nessuno veda Sandra, lui desidera solamente stare con lei. La porta nel suo alloggio e dopo un bacio appassionato corre in chiesa a chiedere a Don Giorgione di sposarli. Ma ci rendono conto che Morini non vede suo cugino e lui non vede Sandra. Lasciano le visioni in un alloggio piantonato e tornano in sala medica. I dottori scoprono che la retina era stata alterata per provocare a entrambi allucinazioni: vengono così rimosse le pellicole dagli occhi. Gli alieni gli appaiono come sono in realtà: due mostri intenzionati a rubare le navette Rapal. Ha baciato inconsapevolmente un ributtante mostro alieno! La fandonia di Chiara, lontana da ogni realtà, veniva sempre più confermata. Per fortuna i due scompaiono, ma non dalla mente del protagonista. Sabrina lo rimprovera di essersi scordato per ben due volte di sua sorella, ma neppure in quell'occasione Morini capisce che lei era Marika. Walter, approfittando del momento, chiede ed ottiene da Don Giorgione di sposare l'ologramma della Ruggero. Anche in quell'occasione Sabrina discute con la Saba, ma Morini - come in uno stato di imbecillità - non si accorge di nulla.

### 11. Titania
Finalmente, dopo 11 mesi di navigazione, la pattuglia spaziale arriva su Titania. Lì li attendeva una sorpresa. Mentre il professor Borzon elucubra un impossibile piano di evacuazione, vengono chiamati in plancia. I Dargos avevano sempre raccontato che il pianeta era stato devastato dalle guerre nucleari, invece esso ora appare loro rigoglioso e bellissimo. Interrogato, il re Dargos si rifiuta di rispondere, e il protagonista Morini è veramente preoccupato. Decide di scendere sul pianeta per un rapido sopralluogo per poi sbarcare i Dargos e ripartire immediatamente per la Terra. Fa anche lobotomizzare tutti gli ingegneri aerospaziali a bordo per impedire la costruzione di altri Titan da inseguimento. E finalmente scendono su Titania, nella città di Atlas, dove incontrano la prima donna Dargos mai vista, Eudokia, moglie di Almoc, e 3 liguri rapiti in tempi remoti. Ma accadde l'imprevedibile. Shorty e la Rosso estraggono le armi e iniziano a sparargli addosso. La Saba gli consegna le piccole armi aliene e loro si riparano dietro ad una trincea naturale. Inizia uno scontro incomprensibile. Federica Saba rivela a Morini di non essere una giornalista, ma una spia dell'ONU, e che la missione era stata organizzata dalla Regione e dal governo italiano al solo scopo di liberare i liguri rapiti in cambio degli ultimi Dargos rimasti sulla Terra, che in realtà erano criminali espulsi. Morini apprende così che Atlas in realtà è una colonia penale, che probabilmente l'astronauta Malerba era informato e doveva trovare una soluzione diplomatica e che Shorty e la Rosso erano d'accordo con loro! Tutto era diverso da come era sempre sembrato. Morini comunica con Borzon, al comando del Titan, e Chiara, che aveva spiato i Dargos per tutto il viaggio, prende in mano la situazione. Morini ordina la fuga, dopo aver lanciato un Plurion ai terrestri rapiti per comunicare con loro. Sotto il fuoco delle armi riescono a scappare e a farsi trasportare a bordo. Ma, una volta sul Titan, si accorgono che mancano Box e Sabrina. È in quel momento che la Saba confessa a Morini la verità. Sabrina era Marika, la donna che Morini ama e che pensa sia al sicuro sulla Terra. Si allontanano a gran velocità con a bordo ancora un migliaio di Dargos che non hanno fatto in tempo ad evacuare.

### 12. Armageddon
Morini decide di tornare indietro a recuperare i compagni, e, nonostante l'unico pilota rimasto sia Nigro, riescono a scendere nuovamente su Titania. Ma i Dargos hanno in serbo l'ultima sorpresa: gli lanciano contro una meteora direzionale che li avrebbe inseguiti per sempre. Dovevano tentare il tutto per tutto. Inseguiti dalla meteora riescono a localizzare e a trasportare a bordo Marika e Box, poi si lanciano verso il centro di Atlas. Ma le sorprese non sono finite: una seconda meteora viene lanciata contro di noi. Con un'abile e decisiva manovra, spostato il possente Titan quando bastava, si pongono in salvo. Le due meteore si scontrano tra loro, devastando Atlas. Partono alla volta della Terra, con la sensazione che i guai non siano finiti. Shorty, la Rosso ed Almoc sono rimasti su Titania. Sabrina era Marika. A bordo vi sono ancora mille Dargos, tra cui il re e l'ambasciatore Zuril. Inizia il viaggio di ritorno verso il pianeta Terra. Laggiù qualcuno avrebbe dovuto dar loro spiegazioni. Non sanno che i Dargos hanno ancora un Titan operativo, il Titan 11, e che presto lo avrebbero lanciato al loro inseguimento.

## Produzione
La serie è stata registrata in alta definizione e si avvale della collaborazione di molte guest star che interpretano alcuni dei personaggi che vengono incontrati durante il viaggio della spedizione terrestre.
Tra i personaggi si segnalano Elio e Rocco Tanica del gruppo Elio e le Storie Tese, Piotta e Dario Vergassola. Ogni puntata prende il nome di un famoso film di fantascienza del quale prende alcuni elementi e spunti per la trama.